# Cocal do Sul
Cocal do Sul es un municipio brasileño del estado de Santa Catarina. Tiene una población estimada al 2021 de 16 956 habitantes.

## Historia
Los primeros asentamientos en el actual territorio datan de 1885, cuando se establecieron migrantes italianos, polacos y rusos.
Denominada Cocal por el río Cocal, pasó al estatus de distrito de Urussanga el 2 de enero de 1904, y su emancipación como municipio llegó el 26 de septiembre de 1991.

## Localidades

### Barrios
- Angelo Guollo
- Boa Vista
- Brasília
- Centro
- Cristo Rei
- Guanabara
- Horizonte
- Jardim Bela Vista
- Jardim das Palmeiras
- Jardim Elizabeth
- Jardim Itália
- Monte Carlos
- São João
- União
- Vila Nova
- Alphaville

### Comunidades rurales
- Linha Braço Cocal
- Linha Ferreira Pontes
- Linha Vicentina
- Linha Espanhola
- Linha Cabral
- Rio Perso
- Rio Comprudente
- Rio Galo